# جرانیمو کاریون
جرانیمو کاریون (انگلیسی: Jerónimo Carrión؛ ۵ مهٔ ۱۸۰۴ – ۲۷ مهٔ ۱۸۷۳) سیاستمدار اهل اکوادور بود. او رئیس جمهور اسبق اکوادور بود.